# Ramón Fonst
Ramón Fonst Segundo (31. srpna 1883 Havana – 10. září 1959 tamtéž) byl kubánský šermíř, čtyřnásobný olympijský vítěz.
Narodil se na Kubě, ale od roku 1900 žil v Paříži. Na pařížské olympiádě 1900 vyhrál jako sedmnáctiletý soutěž kordistů a stal se tak prvním olympijským vítězem z Latinské Ameriky. Zúčastnil se také otevřené soutěže, v níž nastoupili nejlepší amatéři proti mistrům šermu, a podlehl ve finále Albertu Ayatovi. Startoval také na hrách 1904 v Saint Louis, kde vyhrál soutěž jednotlivců v kordu i fleretu a společně s Albertsonem Van Zo Postem a Manuelem Díazem byli nejlepším družstvem (tým nebyl oficiální reprezentací Kuby, protože Van Zo Post sice měl kubánské předky, ale žil od narození v USA).
Vyhrál soutěž šermířů na Světové výstavě 1915 v San Franciscu, úspěšně se věnoval i sportovní střelbě. Zúčastnil se také olympijských her 1924, kde v soutěži jednotlivců i družstev vypadl před branami semifinále. Získal rovněž šest zlatých medailí na Středoamerických a karibských hrách. V letech 1941 až 1946 zastával funkci předsedy Kubánského olympijského výboru.
Byl známý pod přezdívkou El nunca segundo (Nikdy druhý, slovní hříčka s jeho druhým příjmením Segundo).

## Vyznamenání
- Řád Carlose Manuela de Céspedes